# Nigidius himalayae
Nigidius himalayae es una especie de coleóptero de la familia Lucanidae.

## Distribución geográfica
Habita en Darjeeling, Bangladés China y  Nepal.